# Miltenberg
Miltenberg er administrationsby i Landkreis Miltenberg i Regierungsbezirk Unterfranken i den tyske delstat Bayern.

## Geografi
Det oprindelige Miltenberg ligger på den venstre bred af floden Main, på det sydvestlige knæ af Mainviereck (Main-firkanten) mellem Spessart og Odenwald i Geo-Naturpark Bergstraße-Odenwald. Byens ældste del ligger på en smal stribe land mellem floden og det nærmeste bjerg. Derfor er dette område ofte blevet skadet af oversvømmelser fra floden. I begyndelsen af det 20. århundrede købte Miltenberg grund fra nabobyen Grossheubach og kunne dermed brede sig lidt på Mains højre bred.

### Inddeling
Miltenberg har otte bydele:
| - Berndiel - Breitendiel - Geisenhof - Mainbullau | - Miltenberg - Monbrunn - Schippach - Wenschdorf |

## Historie
Allerede i forhistorisk tid vidste folk om den strategiske betydning af det smalle sted mellem Odenwald og Spessart og byggede store ringborge på bjergene oven for Miltenberg og Bürgstadt. Her forbandt Romerne deres limes med Main-floden omkring 160 e. Kr. Herfra gik limes næsten helt lige sydpå, hvorimod Main dannede en naturlig grænse til det frie Germanien herfra og nordpå. Resterne af to Romerske kasteller findes henholdsvis mellem Miltenberg og Kleinheubach og mellem Miltenberg og Bürgstadt. 
Da limes faldt i midten af 200-tallet mistede kastellerne deres funktion som grænsesikring. Alligevel blev i det mindste det vestlige af de to kasteller beboet i mindst 100 år. Senest fra 600-tallet blev der igen bygget på de gamle romerske ruiner. Det kan allerede have været Wallhusen, en by der eksisterede på dette sted. 
Slottet Mildenburg blev sandsynligvis bygget omkring 1200 af ærkebiskoppen af Mainz. Nedenunder opstod byen Miltenberg, som først blev nævnt i et dokument fra 1237. Fra omkring år 1379 begrænsede de to store tårne "Mainzer Tor" og "Würzburger Tor" byen til øst og vest.
Miltenbergs røde sandsten var allerede højt efterspurgt i middelalderen. Derfor blev der hugget møllesten og søjler i de omgivende skove.
Hospitalet blev grundlagt af ærkebiskoppen Peter von Aspelt allerede før 1319.
Miltenberg hørte til kurfyrstendømmet Mainz indtil 1803 og var sæde til amtet Miltenberg. Det kan stadig ses på Miltenbergs våben der viser hjulet af Mainz. Som følge af Reichsdeputationshauptschluss kom byen til fyrstedømmet Leiningen, der blev del af storhertugdømmet Baden i 1806. Fra 1810 hørte Miltenberg til Storhertugdømmet Hessen-Darmstadt. Ifølge en overenskomst fra 7. juli 1816 mellem Østrig, Kongeriget Preussen og Hessen-Darmstadt blev Miltenberg del af Kongeriget Bayern.
Miltenbergs historiske bydel er berømt for sine mange, smukke bindingsværkshuse.
I 1912 og 1955 købte Miltenberg grund på den højre side af Main for at udvide byen.
Byen ejer borgen Mildenburg siden 1979. Det blev omfattende renoveret i 2011 og huser siden et museum med ikoner og moderne kunst der er udvalgt så værkerne passer til ikonernes emne.

## Politik

### Byens borgmestre
| - 1870–1905: Jakob Josef Schirmer - 1906–1924: Franz Breitenbach - 1925–1930: Dr. Roland Schmid - 1930–1933: Wilhelm Schwesinger - 1933–1935: Josef Funk - 1935–1945: Anton Burkart | - 1945–1951: Oskar Sermersheim - 1952–1966: Anton Blatz - 1966–1978: Ludwig Büttner - 1978–1990: Anton Vogel - 1990–2014: Joachim Bieber - siden 2014: Helmut Demel |

### Byråd
Byrådet består af 21 medlemmer, der fordeler sig på seks partier:
- CSU 7 pladser
- Liberale Miltenberger 6 pladser
- SPD 3 pladser
- Bündnis 90/Die Grünen/Ökologisch-Demokratische Partei (Grüne/ödp) 2 pladser
- Miltenberger Wahlgemeinschaft e. V. MWG 2 pladser
- Freie Wähler 1 plads

### Venskabsbyer
Miltenberg har to venskabsbyer
- Arnouville i Val-d'Oise, Frankrig.
- Duchcov i Bøhmen

## Kultur og oplevelser

### Seværdigheder
- Værd at se er borgen Mildenburg med sit Museum.Burg.Miltenberg, det historiske museum Museum.Stadt.Miltenberg, den gamle bydel med "Marktplatz" (også kendt som "Schnatterloch"), hotellet "Zum Riesen" (det ældste herberg for aristokratiet i Tyskland, måske endda det ældste hotel i landet), det gamle rådhus, tårnene Würzburger Tor og Mainzer Tor og flere historiske steder i skovene. I nærheden af Mainzer Tor er Laurentiuskapellet med sin kirkegård fra 1300-tallet.
- Miltenberg ligger ved vandrestien "Fränkischer Rotwein Wanderweg", der blev anlagt i 1990. Den går fra Großwallstadt langs Main-floden via Miltenberg til Bürgstadt.
- Industrikultur-ruten forbinder og præsenterer historiske industribygninger på de 160 kilometer mellem Miltenberg og Bingen am Rhein. Mere end 700 bygninger er allered registreret, i Miltenberg er det blandt andet den gamle hovedbanegård.

- Hotel Riesen
- Sognekirken St. Jakobus
- Das Würzburger Tor, østgrænsen af den indre by
- Schnatterlochtor

### Arrangementer
- Byfesten finder sted den første weekend i juli.
- Midt eller sidst i juli er friluftsteater i borgens gård
- Fra den sidste weekend i august til og med den første weekend i september er der "Michaelismesse", den største fest i området.
- Julemarkedet er åbent på alle fire weekender i advent (fredag til søndag)
- I slutningen af juli er der Mildenburger Teatertage.

### Teater
Lilli Chapeau og Clemens Bauer har verdens mindste professionelle teater i Miltenberg. Det måler 20 m² og har plads til 31 gæster.

## Trafik og infrastruktur
Turismen tiltrækker mange besøgere fra de nærliggende regioner. Men SMVer, sandsten og handel er ligeledes vigtige for økonomien.

### Trafik
Miltenberg ligger ved jernbanen fra Aschaffenburg til Wertheim (Maintalbahn). Derudover har "Madonnenlandbahn" mod Seckach sit udgangspunkt her.
Mange indbyggere af Miltenberg pendler til metropol-regionen Rhein-Main-Gebiet (Frankfurt, Hanau, Offenbach, Wiesbaden) hvor der er mange store virksomheder og arbejdspladser.
En omfartsvej, der havde været planlagt for mere end 25 år blev færdig i 2008. Den kostede omkring 55 millioner euro (ca. 410 millioner danske kroner) og var det første projekt i Bayern, der blev finansieret gennem et offentligt-privat partnerskab.
I bydelen Mainbullau er der en flyveplads.

### Cykelruter
Flere cykelruter fører gennem byen: 

Langs floden Mud, gennem bydelen Breitendiel:
- Cykelruten "3-Länder-Radweg" er en 225 kilometer lang rundtur, der fører gennem de tre delstater Hessen, Baden-Württemberg og Bayern. Langs floderne Mümling, Neckar og Main kan man gå på opdagelsestur gennem Odenwald.
- Cykelruten "Deutscher Limes-Radweg" er 818 kilometer lang. Den følger Limes Germanicus’ historiske forløb fra Bad Hönningen, gennem Westerwald, Taunus og Odenwald til Regensburg.

Langs floden Main
- Cykelruten "Main-Radweg" er i alt ca. 600 km lang og går fra Main-flodens kilder til dens udløb i Rhinen ved Mainz.

### Vandrestier
Adskillige afmærkede vandrestier fører gennem skovene omkring Miltenberg.
Langs med Main, gennem den gamle bydel og fra "Schnatterloch" op gennem skoven går "Nibelungensteig", en certificeret fjernvandrerute, der er i alt 124 kilometer lang.
Den 794 km lange vandrerute "Fränkischer Marienweg" kommer også igennem Miltenberg.

### Bryggerier
I dag er Faust-Bryggeriet det eneste bryggeri i Miltenberg. Indtil 2010 fandtes et yderligere bryggeri, "Kalt-Loch-Bräu", som ejede Miltenbergs ældste synagoge. Synagogen står stadig i det tidligere bryggeris baggård.

### Energi
"EMB Energieversorgung Miltenberg-Bürgstadt GmbH & Co. KG" har sit hovedkontor i Miltenberg. Den er ejet af byerne Miltenberg og Bürgstadt og leverer energi til Miltenberg og Bürgstadt. Desuden leverer EMB også vand og (under navnet "GMB") gas til Miltenberg og til Bürgstadt.

## Personligheder
Komponisten Joseph Martin Kraus (1756–1792) blev født i Miltenberg. Han var kapelmester ved det svenske hof.